# David I. od Iberije
David I., gruz.: დავით I (umro 881.) bio je gruzijski princ iz Bagrationi dinastije,  i kuropalat Iberije / Kartlije od 876. do 881. godine.
Najstariji sin i nasljednik Bagrata I., krstio ga je gruzijski redovnik Grgur Khandzteli. David je podijelio bagatridsku nasljednu zemlju Tao-Klardžeti s njegovim ujacima i bratićima, a njegov posjed postaje Donji Tao. Godine 881., Davida je ubio njegov rođak Nasra, najstariji sin Guarama Mampale. Srednjovjekovni izvori ne navode razloge za ovo zlodjelo, ali današnji povjesničari slijede zapažanja profesora Ivana Jakašvilija, koji smatra da je Nasra bio ljut na očevu odluku da preda svoje gazdinstvo bagratidskim rođacima, a posebno za uspostavu Lapartida u Trialetiji, pod Davidovom vrhovnom vlašću. Davidova smrt dovela je do unutardinastičkih sukoba, u kojima Davidov jedini sin Adarnaz, 888. godine, osvećuje ubojstvo svog oca.